# Обикновен неон
Обикновеният неон, още Неонова тетра (Paracheirodon innesi), е вид сладководна риба от семейство Харациди. Често се бърка с червения неон (Paracheirodon axelrodi), поради почти еднаквото им оцветяване.

## Разпространение и местообитане
Този вид произхожда от северните части на Южна Америка. Разпространен е в река Амазонка и нейните притоци. Обитава плитчините на реки с тъмни, меки и кисели води с температура 20 – 26 °C.

## Описание
Тези рибки имат вретенообразно тяло, достигащо на дължина до максимум 3 cm. Притежават ярко оцветяване и „светеща“ синя ивица по дължината на тялото си, започваща от носа и стигаща до опашния плавник. Над нея гърба е оцветен в маслинено зелен цвят, а под нея има ярко червен участък, простиращ се от средата на тялото до опашката. Коремната им област е сребриста на цвят, а плавниците са ефирни и почти прозрачни.

## Хранене
В естествената си среда обикновения неон се храни с растителна маса, малки червеи, ракообразни и ларви на насекоми.